# Шве (газове родовище)
Шве — офшорне газове родовище М'янми, розташоване у Бенгальській затоці за 60 км від узбережжя. Належить до нафтогазового басейну Rakhine.

## Характеристика
Відкрите у 2004 році за допомогою бокового стовбура свердловини Shwe-1A. Всього в ході розвідки успішно пробурили п'ять свердловин та два бокові стовбури, які підтвердили суттєвість відкриття. Поклади вуглеводнів виявлено у відкладеннях нижнього пліоцену. Колектори — пісковики.
Реалізацією проекту Шве, який включає також родовища Shwe Phyu та Mya, займається міжнародний консорціум за участі корейських Daewoo International (51 %, оператор) та KOGAS, місцевої Myanmar Oil and Gas Enterprise (MOGE), індійських ONGC Videsh та GAIL і китайської CNPC.
Розробка родовища відбувається за допомогою платформи, встановленої у 2012 році в районі з глибинами моря 110 метрів. Платформа призначена як для здійснення буріння, так і для підготовки газу. Видобуток на Шве стартував у 2014-му, через кілька місяців після того, як розпочало роботу родовище Mya. Платформу з'єднує з островом Ramree підводний трубопровід довжиною 110 км та діаметром 800 мм. Доставлена на берег продукція призначена перш за все для постачання до Китаю, а також для забезпечення внутрішніх потреб.
Станом на 2015 рік із 12 запланованих експлуатаційних свердловин проекту було споруджено 8. При цьому дебіт свердловин сягає 2 млн.м3 на день, що є рекордним для газової промисловості М'янми.
Загальні запаси трьох родовищ проекту оцінюються у 128 млрд.м3, з них більшість відноситься безпосередньо до родовища Шве.